# Atta laevigata
Atta laevigata és una espècie de formiga de la subfamília dels mirmicins (Myrmicinae). És una formiga talladora de fulles que es troba des de Colòmbia fins al Paraguai.
És una de les espècies més grosses d'Atta, i es pot reconèixer pel cap llis i brillant de les obreres més grans en una colònia. Atta laevigata és coneguda en el nord de Sud-amèrica com a formiga culona (a Colòmbia), o bachaco (a Veneçuela). S'han menjat durant segles, com una tradició heretada de cultures precolombines com la Guanes. Les reines són les úniques comestibles.